# Élections législatives de 2002 dans les Vosges
Les élections législatives françaises de 2002 se déroulent les 9 juin 2002 et 16 juin 2002. Dans le département des Vosges, quatre députés sont à élire dans le cadre de quatre circonscriptions.

## Élus
| Circonscription | Député sortant                                | Parti | Parti | Député élu ou réélu   | Parti | Parti |
| --------------- | --------------------------------------------- | ----- | ----- | --------------------- | ----- | ----- |
| 1re             | Philippe Séguin                               |       | RPR   | Michel Heinrich       |       | UMP   |
| 2e              | Claude Jacquot suppléant de Christian Pierret |       | PS    | Gérard Cherpion       |       | UMP   |
| 3e              | François Vannson                              |       | RPR   | François Vannson      |       | UMP   |
| 4e              | Christian Franqueville                        |       | PS    | Jean-Jacques Gaultier |       | UMP   |

## Résultats

### Résultats à l'échelle du département
| Parti                                      | Parti                               | Premier tour | Premier tour | Second tour | Second tour | Sièges |
| Parti                                      | Parti                               | Voix         | %            | Voix        | %           | Sièges |
| ------------------------------------------ | ----------------------------------- | ------------ | ------------ | ----------- | ----------- | ------ |
|                                            | Union pour un mouvement populaire   | 57 335       | 32,63        | 68 755      | 41,58       | 3      |
|                                            | Divers droite                       | 22 771       | 12,96        | 23 815      | 14,40       | 1      |
|                                            | Union pour la démocratie française  | 1 777        | 1,01         |             |             | 0      |
|                                            | Mouvement pour la France            | 910          | 0,52         | 0           |             |        |
|                                            | Majorité présidentielle             | 82 793       | 47,12        | 92 570      | 55,98       | 4      |
|                                            |                                     |              |              |             |             |        |
|                                            | Parti socialiste                    | 52 797       | 30,05        | 72 794      | 44,02       | 0      |
|                                            | Parti communiste français           | 2 699        | 1,54         |             |             | 0      |
|                                            | Les Verts                           | 1 407        | 0,80         | 0           |             |        |
|                                            | Pôle républicain                    | 1 282        | 0,73         | 0           |             |        |
|                                            | Divers gauche                       | 168          | 0,10         | 0           |             |        |
|                                            | Gauche parlementaire                | 58 353       | 33,21        | 72 794      | 44,02       | 0      |
|                                            |                                     |              |              |             |             |        |
|                                            | Front national                      | 20 382       | 11,60        |             |             | 0      |
|                                            | Extrême gauche dont LCR, LO et PT   | 6 338        | 3,61         | 0           |             |        |
|                                            | Divers écologiste dont MÉI et GÉ    | 2 617        | 1,49         | 0           |             |        |
|                                            | Mouvement national républicain      | 2 337        | 1,33         | 0           |             |        |
|                                            | Divers                              | 1 876        | 1,07         | 0           |             |        |
|                                            | Chasse, pêche, nature et traditions | 1 003        | 0,57         | 0           |             |        |
|                                            |                                     |              |              |             |             |        |
| Inscrits                                   | Inscrits                            | 283 832      | 100,00       | 283 819     | 100,00      | 4      |
| Abstentions                                | Abstentions                         | 102 869      | 36,24        | 110 025     | 38,77       |        |
| Votants                                    | Votants                             | 180 963      | 63,76        | 173 794     | 61,23       |        |
| Blancs et nuls                             | Blancs et nuls                      | 5 264        | 2,91         | 8 430       | 4,85        |        |
| Exprimés                                   | Exprimés                            | 175 699      | 97,09        | 165 364     | 95,15       |        |
| Source : Ministère de l'Intérieur - Vosges |                                     |              |              |             |             |        |

### Résultats par circonscription

#### Première circonscription (Épinal)
| Candidat       | Candidat             | Parti            | Premier tour | Premier tour | Second tour | Second tour |  |
| Candidat       | Candidat             | Parti            | Voix         | %            | Voix        | %           |  |
| -------------- | -------------------- | ---------------- | ------------ | ------------ | ----------- | ----------- |  |
|                | Michel Heinrich élu  | UMP              | 22 098       | 48,58        | 25 627      | 61,81       |  |
|                | Gérard Welzer        | PS               | 11 728       | 25,78        | 15 835      | 38,19       |  |
|                | Christine Marthelot  | FN               | 4 935        | 10,85        |             |             |  |
|                | Odile Delhaye-Marche | Les Verts        | 1 407        | 3,09         |             |             |  |
|                | Serge Thibers        | Pôle républicain | 1 102        | 2,42         |             |             |  |
|                | Bernard Freppel      | MNR              | 892          | 1,96         |             |             |  |
|                | Raphaël Pecheur      | LCR              | 731          | 1,61         |             |             |  |
|                | Évelyne Abbot        | LO               | 582          | 1,28         |             |             |  |
|                | Daniel Masson        | MPF              | 476          | 1,05         |             |             |  |
|                | Michèle Gruner       | PCF              | 473          | 1,04         |             |             |  |
|                | Agnès Mouchot        | MÉI              | 356          | 0,78         |             |             |  |
|                | Henry Faron          | PT               | 318          | 0,7          |             |             |  |
|                | Jacqueline Baudoin   | GÉ               | 226          | 0,5          |             |             |  |
|                | Nicolas Bertsch      | Divers gauche    | 168          | 0,37         |             |             |  |
|                |                      |                  |              |              |             |             |  |
| Inscrits       | Inscrits             | Inscrits         | 75 440       | 100,00       | 75 427      | 100,00      |  |
| Abstentions    | Abstentions          | Abstentions      | 28 608       | 37,92        | 31 878      | 42,26       |  |
| Votants        | Votants              | Votants          | 46 832       | 62,08        | 43 549      | 57,74       |  |
| Blancs et nuls | Blancs et nuls       | Blancs et nuls   | 1 340        | 2,86         | 2 087       | 4,79        |  |
| Exprimés       | Exprimés             | Exprimés         | 45 492       | 97,14        | 41 462      | 95,21       |  |

#### Deuxième circonscription (Saint-Dié-des-Vosges)
| Candidat       | Candidat               | Parti            | Premier tour | Premier tour | Second tour | Second tour |  |
| Candidat       | Candidat               | Parti            | Voix         | %            | Voix        | %           |  |
| -------------- | ---------------------- | ---------------- | ------------ | ------------ | ----------- | ----------- |  |
|                | Gérard Cherpion élu    | UMP              | 16 699       | 38,64        | 21 538      | 52,53       |  |
|                | Claude Jacquot sortant | PS               | 13 390       | 30,98        | 19 460      | 47,47       |  |
|                | Georg Kuhn             | FN               | 6 221        | 14,39        |             |             |  |
|                | Marc Parmentelot       | UDF              | 1 777        | 4,11         |             |             |  |
|                | Françoise George       | PCF              | 1 160        | 2,68         |             |             |  |
|                | Jacques Balu           | LO               | 629          | 1,46         |             |             |  |
|                | Rokhaya Daba N'Diaye   | LCR              | 591          | 1,37         |             |             |  |
|                | Nicolas Jacquot        | PT               | 497          | 1,15         |             |             |  |
|                | Jérôme Pierre          | CPNT             | 428          | 0,99         |             |             |  |
|                | Armel Capitaine        | MÉI              | 389          | 0,9          |             |             |  |
|                | Gilles Fèvre           | MNR              | 384          | 0,89         |             |             |  |
|                | Nadine Eblé            | GÉ               | 315          | 0,73         |             |             |  |
|                | Michel Pierron         | Divers           | 296          | 0,68         |             |             |  |
|                | Jean-Paul Lahaye       | ÉD               | 262          | 0,61         |             |             |  |
|                | Jean-Luc Berruet       | Pôle républicain | 180          | 0,42         |             |             |  |
|                |                        |                  |              |              |             |             |  |
| Inscrits       | Inscrits               | Inscrits         | 73 371       | 100,00       | 73 380      | 100,00      |  |
| Abstentions    | Abstentions            | Abstentions      | 28 612       | 39           | 29 267      | 39,88       |  |
| Votants        | Votants                | Votants          | 44 759       | 61           | 44 113      | 60,12       |  |
| Blancs et nuls | Blancs et nuls         | Blancs et nuls   | 1 541        | 3,44         | 3 115       | 7,06        |  |
| Exprimés       | Exprimés               | Exprimés         | 43 218       | 96,56        | 40 998      | 92,94       |  |

#### Troisième circonscription (Remiremont)
| Candidat       | Candidat                       | Parti               | Premier tour | Premier tour | Second tour | Second tour |  |
| Candidat       | Candidat                       | Parti               | Voix         | %            | Voix        | %           |  |
| -------------- | ------------------------------ | ------------------- | ------------ | ------------ | ----------- | ----------- |  |
|                | François Vannson sortant réélu | Divers droite (RPR) | 16 032       | 37,22        | 23 815      | 58,98       |  |
|                | Guy Vaxelaire                  | PS                  | 12 641       | 29,35        | 16 560      | 41,02       |  |
|                | Jean-Paul Didier               | UMP                 | 6 375        | 14,8         |             |             |  |
|                | Madeleine Mathieu              | FN                  | 4 602        | 10,68        |             |             |  |
|                | Éric Defranould                | LCR                 | 1 104        | 2,56         |             |             |  |
|                | Serge Ragot                    | PCF                 | 515          | 1,2          |             |             |  |
|                | Jacques Lefèvre                | MÉI                 | 503          | 1,17         |             |             |  |
|                | Jeanne Poissenot               | LO                  | 463          | 1,07         |             |             |  |
|                | Philippe Andreux               | MNR                 | 429          | 1            |             |             |  |
|                | Robert Dumain                  | GÉ                  | 216          | 0,5          |             |             |  |
|                | Denise Caspard                 | MPF                 | 194          | 0,45         |             |             |  |
|                |                                |                     |              |              |             |             |  |
| Inscrits       | Inscrits                       | Inscrits            | 66 174       | 100,00       | 66 171      | 100,00      |  |
| Abstentions    | Abstentions                    | Abstentions         | 22 078       | 33,36        | 24 429      | 36,92       |  |
| Votants        | Votants                        | Votants             | 44 096       | 66,64        | 41 742      | 63,08       |  |
| Blancs et nuls | Blancs et nuls                 | Blancs et nuls      | 1 022        | 2,32         | 1 367       | 3,27        |  |
| Exprimés       | Exprimés                       | Exprimés            | 43 074       | 97,68        | 40 375      | 96,73       |  |

#### Quatrième circonscription (Neufchâteau)
| Candidat       | Candidat                       | Parti             | Premier tour | Premier tour | Second tour | Second tour |  |
| Candidat       | Candidat                       | Parti             | Voix         | %            | Voix        | %           |  |
| -------------- | ------------------------------ | ----------------- | ------------ | ------------ | ----------- | ----------- |  |
|                | Christian Franqueville sortant | PS                | 15 038       | 34,24        | 20 939      | 49,23       |  |
|                | Jean-Jacques Gaultier élu      | UMP               | 12 163       | 27,7         | 21 590      | 50,77       |  |
|                | Serge Esserméant               | Divers droite     | 6 739        | 15,35        |             |             |  |
|                | Georges Faivre                 | FN                | 4 624        | 10,53        |             |             |  |
|                | François Grossi                | Divers            | 907          | 2,07         |             |             |  |
|                | Francine Gay                   | LCR               | 678          | 1,54         |             |             |  |
|                | François Flamerion             | MNR               | 632          | 1,44         |             |             |  |
|                | William Thuon                  | CPNT              | 575          | 1,31         |             |             |  |
|                | Hélène Schneider               | PCF               | 551          | 1,25         |             |             |  |
|                | Xavier Boury                   | LO                | 461          | 1,05         |             |             |  |
|                | Ana Pereira                    | MÉI               | 375          | 0,85         |             |             |  |
|                | Josiane Nicolazzi              | PT                | 284          | 0,65         |             |             |  |
|                | Gilles Van Hoorde              | Divers            | 256          | 0,58         |             |             |  |
|                | Catherine Lemaire              | MPF               | 240          | 0,55         |             |             |  |
|                | Noëlle Lebon                   | Divers écologiste | 237          | 0,54         |             |             |  |
|                | Olivier Poulet                 | Divers            | 155          | 0,35         |             |             |  |
|                |                                |                   |              |              |             |             |  |
| Inscrits       | Inscrits                       | Inscrits          | 68 847       | 100,00       | 68 841      | 100,00      |  |
| Abstentions    | Abstentions                    | Abstentions       | 23 571       | 34,24        | 24 451      | 35,52       |  |
| Votants        | Votants                        | Votants           | 45 276       | 65,76        | 44 390      | 64,48       |  |
| Blancs et nuls | Blancs et nuls                 | Blancs et nuls    | 1 361        | 3,01         | 1 861       | 4,19        |  |
| Exprimés       | Exprimés                       | Exprimés          | 43 915       | 96,99        | 42 529      | 95,81       |  |